# Grunwald (wieś w województwie warmińsko-mazurskim)
Grunwald (lit. Griunvaldas, hist. Žalgiris; biał. Грунвальд, niem. Grünfelde) – wieś w Polsce położona w województwie warmińsko-mazurskim, w powiecie ostródzkim, w gminie Grunwald. Miejscowość nie jest siedzibą gminy Grunwald, która znajduje się w Gierzwałdzie.
W latach 1954–1968 wieś należała i była siedzibą władz gromady Grunwald, w 1968 r. przeniesiono siedzibę gromady do Stębarku. W latach 1975–1998 miejscowość administracyjnie należała do województwa olsztyńskiego.
Położona na obszarze Garbu Lubawskiego, wśród wzgórz o wysokości do 230 m n.p.m., 19 km na południowy zachód od Olsztynka, 800 mieszkańców. W odległości 2 km na południowy wschód od wsi Grunwald, pomiędzy Stębarkiem, Łodwigowem i Ulnowem, leży historyczne pole bitwy, w której połączone wojska polsko-litewsko-ruskie (ok. 29 tys. zbrojnych) pod ogólnym dowództwem Władysława Jagiełły odniosły zwycięstwo 15 lipca 1410 nad wojskami krzyżackimi (ok. 21 tys. zbrojnych), dowodzonymi przez Ulricha von Jungingena. Około 1 km na południowy wschód od wsi znajdował się obóz krzyżacki.

## Historia
Wieś wymieniana w dokumentach już na początku XIV wieku.
15 lipca 1410 r. na polach między Grunwaldem, Stębarkiem a Łodwigowem wojska krzyżackie i polsko-litewskie stoczyły bitwę. W okolicach wsi Grunwald znajdował się tabor krzyżacki.
W roku 1514 Johan Auerswald sprzedał Pawłowi Samynskiemu 40 włók w Grunwaldzie. W 1540 r. oprócz majątku ziemskiego we wsi było 19 chłopów. W 1567 r. Jakub von Schwerin (ochmistrz książęcy) sprzedał za 7 tys. grzywien część swoich dóbr w Saminie i Grunwaldzie. Następnie w 1571 sprzedał łącznie 4 włóki w Grunwaldzie, Saminie i Lutkach staroście działdowskiemu (Feliksowi Finckowi). Księgi inwentarzowe odnotowały, że w 1619 r. dobra rycerskie w Grunwaldzie, Saminie, Rychnowie i Lutkach należały do trzech braci Fincków. W dokumentach z 1633 roku wymieniane są dwie włoki szkolne ale brak informacji o samej szkole w Grunwaldzie. Po śmierci Jakuba Fincka, w 1679 r. 100 mórg ziemi w Saminie i Grunwaldzie zgodnie z zapisem testamentowym przypadło Ernestowi Finckowi z Dąbrówna. W tym czasie 10 chłopów z Grunwaldu odrabiało szarwark w majątku ziemskim w Saminie, a gospodarzyli łącznie na 9 włókach. W 1705 r. na 40 włók we wsi tylko 28 było uprawianych (12 było zalesionych). W 1783 r. majątek szlachecki w Grunwaldzie, należący do hrabiego Fincka von Finckenstein. Było w nim 13 domów. W 1820 r. we wsi i majątki ziemskim łącznie mieszkało 61 osób. W 1831 r. majątek ziemski w Grunwaldzie był w dzierżawie u Jakuba Witkowskiego. W 1861 r. Grunwald obejmował 2731 mórg ziemi a mieszkało w nim 146 ludzi. W 1880 r. Grunwald miał 206 mieszkańców. W 1895 r. wieś obejmowała 309 ha ziemi i zamieszkany był przez 240 osób. W tym czasie do majątku należało 384 ha, i zamieszkiwało w nim 271 osób.
W dniach 14 sierpnia – 2 września 1914 miała miejsce II bitwa pod Grunwaldem, znana jako bitwa pod Tannenbergiem (Stębark, niem. Tannenberg) – starcie w ramach operacji wschodniopruskiej w 1914 r. między siłami Imperium Rosyjskiego a Cesarstwem Niemieckim, zakończona zwycięstwem Niemiec.
W 1939 r. we wsi mieszkało 241 osób.